# Castell de Granollers
El Castell de Granollers és una fortificació al poble de Granollers de Rocacorba (al Gironès) declarat bé cultural d'interès nacional. És un castell termenat documentat el 1140, situat al centre de la baronia de Granollers. Fou el centre de la baronia de Granollers de Rocacorba, cedida el 1379 a Pere Galceran de Cartellà i de Santvicenç, senyor de Cartellà. Després passà als Ardena de Sabastida, als Rocabruna i als Montoliu.

## Arquitectura
Les restes de l'antic castell són pràcticament imperceptibles atès que les antigues estructures foren molt reformades i reconvertides en habitatges en els segles xviii i xix. La major part de l'arquitectura visible, a excepció de l'antic mas-torre, és d'obra popular contemporània o, a tot estirar, de finals d'època moderna.
L'actual s'organitza per cinc edificacions entorn un pati central. Al centre de la façana sud s'hi localitza l'antiga torre o mas-torre del castell. La resta d'edificis, de dos o tres pisos, són destinats principalment a l'habitatge i presenten elements arquitectònics propis d'època moderna i contemporània (arcs escarsers, finestres i galeries populars, etc), sense incorporar, visiblement, cap element de l'antic castell. Aquesta circumstància no treu, però, la possibilitat que part de les edificacions visibles correspongui a elements de l'antiga fortalesa, com ara que part els murs del possible clos perimetral hagi estat reutilitzats en les façanes de les edificacions existents.
La torre, clarament identificable en la façana sud de l'actual masia, és el cos testimoni de l'antic castell. Es tracta d'una torre de planta lleugerament rectangular, aproximadament de 7 per 8 metres de costat, dimensions que li confereixen més la caracterització com a mas-torre que no pròpiament com a torre defensiva. Presenta planta baixa, tres pisos i golfes, amb finestres idèntiques a les existents a les edificacions annexes, d'entorn segle xviii o XIX i, per tant, posteriors a la construcció de la torre. Els paraments són arrebossats i, a part de la cadena cantonera de carreus visible a la part alta de l'edifici, no s'observa el tipus d'obra, les possibles modificacions de la construcció i l'existència d'elements defensius. Ferran del Campo, en l'obra “Talaies del Gironès i del Pla de l'Estany” hi identifica una “torre amb espitllera ampla” en l'edifici situat a l'angle nord-est del conjunt; aquest edifici té unes dimensions similars al mas-torre de la façana sud, però tots els elements que presenta són moderns i contemporanis, sense determinar-se, visiblement i en l'estat actual, cap element que determini la seva antiguitat i la correspondència amb una torre. Tanmateix, la seva ubicació en un dels angles del possible antic perímetre del castell permet tenir en consideració la hipòtesi de la correspondència amb una torre.
La pallissa és un edifici de planta rectangular, de pedra volcànica de la zona, teulat a dues aigües i carener perpendicular a la façana principal. D'una nau, amb dos pilars rodons de pedra aguantant el cairat de la coberta, de teules enllatades. La crugia dreta té dos nivells, tancada la planta baixa.